# Rezin
Rezin († 732 v. Chr.; aramäisch Ra'yan, phönizisch RZIN/RSYN, assyrisch Rachianu/Raqianu, hebräisch רְצִין) war der letzte aramäische König von Damaskus. Sein Name bedeutet: „(Gott) gefällig“.

## Biblische Darstellung
Zusammen mit Pekach, dem König des Nordreichs, wollte Rezin Juda zu einem Bündnis gegen die Assyrer zwingen. Nachdem Rezin Eilat erobert hatte, suchte Ahas, entgegen der Warnung des Propheten Jesaja, Hilfe bei Tiglat-Pileser III. Im Verlauf dieses Syrisch-Ephraimitischen Krieges gelang es Tiglat-Pileser nicht nur, 732 v. Chr. Damaskus zu erobern und Rezin zu töten, sondern auch Teile des Reiches Israels einzunehmen, von wo er zahlreiche Bewohner deportieren ließ (vgl. 2 Kön 15,37; 16,5–9; Jes 7,1–9).

## Assyrische Quellen
In den Inschriften von Tiglat-Pileser III. werden die Vasallen-Länder erwähnt:

„Ich empfing Tribut und Geschenke von Kuštašpi aus der Stadt Kummuḫ/URUKummub, Raqianu/Ra'yan von Ša-Imerišu, Menahem von KURSamerinua/URUSamerinua, Tubaal von Tyros“

## Geschichte
Bis 734 konnte Rezin zahlreiche Verbündete um sich scharen und war im gesamten südlichen Syrien der bei weitem einflussreichste Herrscher. Auch das nördliche Transjordanien bis nach Ramot-Gilead unterstand seiner Kontrolle.
Als Tiglat-Pileser III. 737–735 Krieg im Zagros führte, wurde Pekachja, der Sohn von Menahem von Samaria, durch einen gewissen Pekach ermordet, der sich zum Herrscher von Samaria aufschwang. Er kam eventuell aus Gilead, von dort erfuhr er jedenfalls Unterstützung. Vermutlich war er ein Verbündeter oder Vasall Rezins. Jedenfalls schloss sich nun auch Samaria der anti-assyrischen Koalition Rezins an.
Der Feldzug Tiglat-Pilesers 733/732 richtete sich direkt gegen Damaskus, das eine Koalition westsyrischer Staaten  anführte, darunter das Nordreich Israel mit der Hauptstadt Samaria. Damaskus wurde 733 belagert, sein Umland verwüstet. Die Stadt selbst fiel 732, die Einwohner wurden deportiert und Rezin getötet. Bit Haza'ili wurde eine assyrische Provinz.